# 金道森
金道森（1918年—？），男，湖北黄陂人，中国有机化学家，曾任中国科学院上海有机化学研究所研究员、博士生导师。